# 徹理
徹理（?—?），又译彻里，元朝大臣，蒙古雍古氏（汪古部）。按竺迩之子。
徹理兄弟十人，以他和弟弟國寶最知名。徹理襲父職為元帥。1257年，跟随父亲攻打南宋瀘州，迫降宋將劉整。宋將姚德在雲頂山坚壁，1258年，蒙古大軍圍攻。徹理率部兵从水門先登上山寨，攻破其壁，姚德降蒙。而后攻打重庆，率军千人為先鋒，渡馬湖江，在馬老山击敗宋兵，俘獲百餘人。1259年，率軍屯守灰山，宋兵夜來劫營，車里将其擊敗，斬首三百級。元世祖即位，賜金符，為奧魯元帥，改任征行元帥。至元二年（1265年），徹理年老有病，不任事，諸王阿只吉命其子步鲁合答代領其軍。後来徹理因病去世。徹理的弟弟黑子別賜金符，為奧魯元帥，兼文州吐蕃達魯花赤。黑子的儿子那懷年幼，以黑子的弟弟帖木兒攝其官。那懷長大后，帖木兒解職转给那懷，帖木兒改授隨路拔都萬戶，後移鎮重慶。

## 延伸阅读
[在维基数据编辑]
 《新元史/卷149》，出自柯劭忞《新元史》